# Финч-Хэттон, Генри, 13-й граф Уинчилси
Генри Стормонт Финч-Хаттон, 13-й граф Уинчилси, 8-й граф Ноттингем (англ. Henry Stormont Finch-Hatton, 13th Earl of Winchilsea and 8th Earl of Nottingham; 3 ноября 1852 — 14 августа 1927) — английский пэр.
Титулы: 13-й граф Уинчилси (Пэрство Англии), 8-й граф Ноттингем (Пэрство Англии), 13-й виконт Мейдстон (Пэрство Англии), 8-й барон Финч из Давентри в графстве Нортгемптоншир (Пэрство Англии), 14-й баронет Финч из Иствуэлла в графстве Кент (Баронетство Англии) и 8-й баронет Финч (Баронетство Англии).

## Происхождение и образование
Родился 3 ноября 1852 года в семейном поместье Иствуэлл-Парк. Третий сын Джорджа Финч-Хэттона, 10-го графа Уинчилси (1791—1858) и его третьей жены Фрэнсис Маргаретты Райс (1820—1909). Его бабушкой и дедушкой по материнской линии были Эдвард Ройд Райс, британский депутат Дувра с 1847 по 1857 год, и Элизабет Найт, дочь Эдварда Остина Найта, брата Джейн Остин.
Он получил образование в Итонском колледже и в 1874 году поступил в Баллиол-колледж Оксфордского университета, но проучился в университете всего один год.

## Карьера

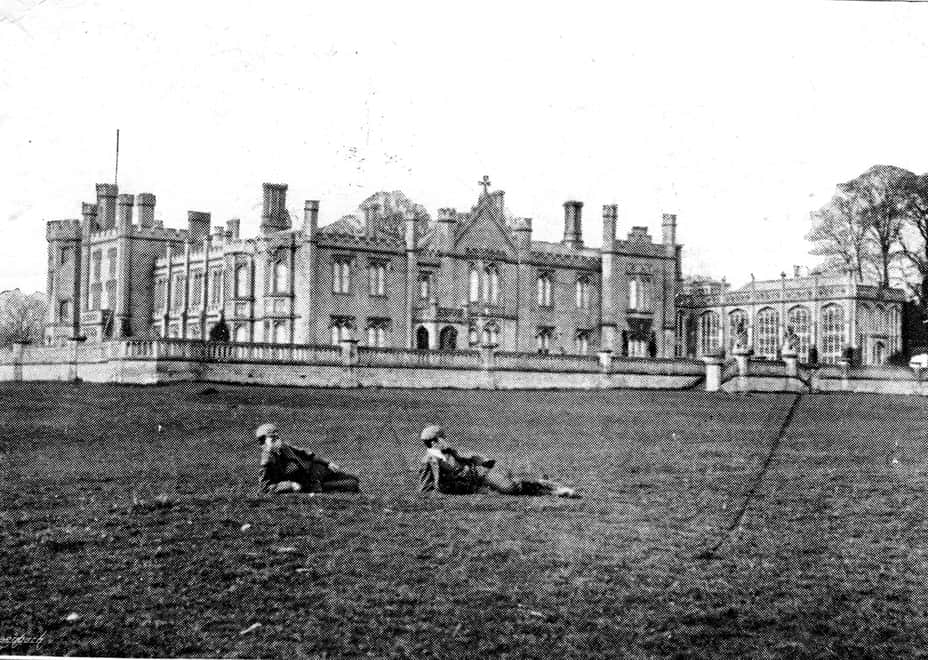
Хаверхольм-Приори, Линкольншир, 1903 год. Мальчики, как полагают, — Дэнис и Гай Монтегю Финч-Хэттон.

С 1875 по 1887 год он был скотоводом и золотоискателем в Квинсленде, Австралия. Его брат Гарольд Финч-Хаттон присоединился к нему в Квинсленде, поселившись в районе Маккай с 1875 по 1883 год, и написал отчет о своем опыте под названием «Advance Australia» (Развитие Австралии).
7 сентября 1898 года его старший брат Мюррей Финч-Хэттон, 12-й граф Уинчилси (1851—1898), скончался, поэтому Генри стал его преемником, унаследовав поместье Хаверхольм-Приори и став одновременно графом Уинчилси и Ноттингемом.

## Личная жизнь
12 января 1882 года в церкви Святого Петра на Итон-сквер он женился на Энн Джейн Кодрингтон (? — 20 июня 1924), дочери адмирала сэра Генри Кодрингтона и Хелен Джейн Смит. У супругов было трое детей:
- Леди Глэдис Маргарет Финч-Хэттон (8 декабря 1882 — 30 мая 1964), в 1912 году она вышла замуж за капитана Осмонда Трахейрна Деудрэта Уильямса (1883—1915), от брака с которым у неё было двое детей[2].
- Гай Монтегю Джордж Финч-Хаттон, 14-й граф Уинчилси (28 мая 1885 — 10 февраля 1939), старший сын и преемник отца. Он женился на американской наследнице Маргаретте Армстронг Дрексель[2].
- Достопочтенный Дэнис Джордж Финч-Хэттон (24 апреля 1887 — 14 мая 1931), умерший неженатым в Восточной Африке, погиб в авиакатастрофе[2].

Лорд Уинчилси скончался в Лондоне 14 августа 1927 года в возрасте 74 лет и был похоронен в Эверби, Линкольншир.